# Bourbon (1720)
Il Bourbon fu un vascello di linea francese da 74 cannoni che prestò servizio nella marina francese dal 1720 al 12 aprile 1741, quando si perse in un naufragio di ritorno da una missione nelle Indie Occidentali.

## Storia
La costruzione del vascello da 74 cannoni Bourbon avvenne presso il cantiere navale di Brest, sotto la supervisione di Laurent Hélie e l'unità fu impostata nel luglio 1719, varata nel settembre 1720 ed entrò in servizio nel 1721. Si trattava di nave di linea di terzo rango, armata con 74 cannoni disposti su due ponti. Lo scafo si chiudeva nella zona di poppa con uno specchio di poppa nel quale erano integrate da gallerie che si aprivano nelle gallerie laterali lungo le murate.  Disponeva di tre alberi (albero di trinchetto, albero maestro e albero di mezzana) dotati di vele quadre.  Fu una delle poche navi varate nei primi venticinque anni del regno di Luigi XV, un periodo di pace caratterizzato dai bassi crediti erogati per la Marine royale. Come per altre navi da guerra varate in questo periodo, trascorse la maggior parte del tempo all'ancora. Nel 1739 il Bourbon, al comando del capitano di vascello Étienne de Perier,  salpò per la sua prima missione operativa. La nave fu descritta come dotata di buone qualità nautiche. Antoine François de Pardaillan de Gondrin marchese d'Antin, viceammiraglio della Flotta di Ponente, la volle come nave ammiraglia per una divisione di quattro navi dirette nel Mar Baltico. La divisione toccò successivamente i porti di Stoccolma e a Copenaghen. Si trattava di una missione di rappresentanza diplomatica presso le corti di Svezia e Danimarca per esprimere loro l'amicizia della corte francese. Questa missione durò da maggio a settembre 1739.
Nel 1740, quando le tensioni tra Francia e Inghilterra ripresero, la nave fu inviata nelle Indie Occidentali come parte dello squadra navale agli ordini del marchese d'Antin per fare una dimostrazione di forza. Il Bourbon fu posto al comando del marchese César Louis Boulainvilliers de Croy. La spedizione fu un successo e costrinse gli inglesi a sospendere le operazioni militari contro gli spagnoli. Tuttavia, il Bourbon, come il resto dello squadra, fu minato da una epidemia di febbre gialla, che decimò gli equipaggi.
La nave, già vecchia, imbarcava molta acqua tanto che al ritorno a Brest, la situazione peggiorò. Il 12 aprile 1741 divenne impossibile azionare le pompe di sentina. Rendendosi conto che la nave è da considerarsi perduta, il suo comandante mise in mare la scialuppa e il canotto con a bordo 23 tra ufficiali e marinai, con il pretesto di mandarli a cercare aiuto. Per non creare il panico, Boulainvilliers non si imbarcò su di esse ma riuscì a far salire il proprio figlio sulla lancia. Mezz'ora dopo, sotto gli occhi di questo piccolo gruppo di uomini, il Bourbon affondò con il suo comandante e il resto dell'equipaggio al largo di Ouessant.
Circa quaranta anni dopo il naufragio, il conte Charles Henri d'Estaing scrisse una nota ispirata alla testimonianza di Henri-Louis de Boulainvilliers de Croy, divenuto nel frattempo capitano di bandiera sul Languedoc, una delle navi della sua squadra operante in America. Egli ricorda: la condotta di suo padre, che si immolò sul Bourbon, che non volle abbandonare questa nave che affondava sotto i suoi piedi, che nominò freddamente coloro che salvò da morte certa facendoli imbarcare nella barca o nel canotto dove egli non volle salire, perché il suo dovere di capitano glielo impediva, e perché, se avesse abbandonato la sua nave, la folla, che non poteva contenere, avrebbe travolto le due barche.

### Annotazioni
1. ↑  44,18 m alla chiglia.
2. ↑  Pur trasportando 74 cannoni, non aveva nulla a che fare con la classe conosciuta come "navi da 74 cannoni" uscita dagli arsenali francesi nel periodo 1743-1744 e il cui designo era molto diverso. Insieme alla Sceptre, varata anch'essa a Brest nel luglio 1720 ed entrata in servizio nel 1721, furono le prime navi da 74 cannoni costruite per la marina francese, motivo per cui, nonostante i diversi progetti e le differenze nella lunghezza della chiglia, a volte sono considerata come un'unica classe di navi.

### Fonti
1. ↑  Three Decks.
2. 1 2 3  Winfield, Roberts 2017, p. 98.
3. ↑  Meyer, Acerra 1994, p. 80.
4. 1 2  Lacour-Gayet, p. 139.
5. 1 2  Lacour-Gayet, p. 120.
6. 1 2 3 4  Lacour-Gayet, pp. 138-139.